# Hitrostno drsanje na kratke proge na Zimskih olimpijskih igrah 2010 - moška štafeta na 5000 metrov
Hitrostno drsanje na kratke proge na Zimskih olimpijskih igrah 2010 - moška štafeta na 5000 metrov, tekmovanje je potekalo 17. in 26. februarja 2010.

## Rezultati

### Polfinale
| Poz | Tekma | Drsalci             | Država                                                                  | Čas      |
| --- | ----- | ------------------- | ----------------------------------------------------------------------- | -------- |
| 1   | 1     | Južna Koreja        | Kim Seoung-Il Kvak Joon-Gi Li Ho-Suk Sung Si-Bak                        | 6:43,845 |
| 2   | 1     | ZDA                 | J.R. Celski Simon Cho Travis Jayner Apolo Ohno                          | 6:46,369 |
| 3   | 1     | Francija            | Maxime Chataignier Thibaut Fauconnet Benjamin Mace Jean Charles Mattei  | 6:51,071 |
| 4 ! | 1     | Italija             | Nicolas Bean Yuri Confortola Claudio Rinaldi Nicola Rodigari            | DSQ      |
| 1   | 2     | Kitajska            | Han Džialiang Liu Šianvei Ma Junfeng Song Veilong                       | 6:43,601 |
| 2   | 2     | Kanada              | Guillaume Bastille Charles Hamelin Olivier Jean Francois-Louis Tremblay | 6:43,610 |
| 3   | 2     | Nemčija             | Paul Herrmann Tyson Heung Sebastian Praus Robert Seifert                | 6:47,289 |
| 4   | 2     | Združeno kraljestvo | Anthony Douglas Jon Eley Tom Iveson Jack Whelbourne                     | 6:50,618 |

### Finale

#### Finale B
| Poz | Drsalci             | Država                                                   | Čas      |
| --- | ------------------- | -------------------------------------------------------- | -------- |
| 6   | Združeno kraljestvo | Anthony Douglas Jon Eley Jack Whelbourne Paul Worth      | 6:50,045 |
| 7   | Nemčija             | Paul Herrmann Tyson Heung Sebastian Praus Robert Seifert | 6:50,119 |

#### Finale A
| Poz | Drsalci      | Država                                                                  | Čas      |
| --- | ------------ | ----------------------------------------------------------------------- | -------- |
| 1   | Kanada       | Charles Hamelin François Hamelin Olivier Jean Francois-Louis Tremblay   | 6:44,224 |
| 2   | Južna Koreja | Kim Seoung-Il Kvak Joon-Gi Li Ho-Suk Sung Si-Bak                        | 6:44,446 |
| 3   | ZDA          | J.R. Celski Travis Jayner Jordan Malone Apolo Ohno                      | 6:44,498 |
| 4   | Kitajska     | Han Džialiang Liu Šianvei Ma Junfeng Song Veilong                       | 6:44,630 |
| 5   | Francija     | Maxime Chataignier Thibaut Fauconnet Jerermy Masson Jean Charles Mattei | 6:51,566 |